# Chinesischer Blindmull
Der Chinesische Blindmull (Eospalax fontanierii) ist eine vergleichsweise große Nagetierart innerhalb der Blindmulle (Myospalacinae). Er kommt endemisch in der zentralen und nordöstlichen Volksrepublik China vor.

## Merkmale
Der Chinesische Blindmull erreicht eine Kopf-Rumpf-Länge von 15,5 bis 24,5 Zentimetern bei einem Gewicht von etwa 150 bis 620 Gramm. Der Schwanz ist mit 4,0 bis 6,2 Zentimetern Länge sehr kurz. Die Hinterfußlänge beträgt 25 bis 38 Millimeter. Das Rückenfell ist dunkel rostbraun, die grau-schwarze Basis der kurzen Haare ist in der Regel sichtbar. Die Bauchseite ist gräulich schwarz mit rötlichen Haarspitzen. Der Kopf besitzt einen auffälligen und großen weißen Stirnfleck. Der Schwanz ist fast unbehaart.
Der Schädel hat eine Gesamtlänge von 41 bis 49 Millimetern, er ist flach und breit gebaut. Das vordere Ende der Nasenbeine ist deutlich eingekerbt. Der knöcherne Augenring ist vorstehend, ein Scheitelkamm ist deutlich ausgeprägt. Das Genom besteht aus einem diploiden Chromosomensatz von 2n = 60 Chromosomen.

## Verbreitung
Der Chinesische Blindmull kommt endemisch in der Volksrepublik China vor. Das Verbreitungsgebiet umfasst große Teile des zentralen und nordöstlichen Chinas in den Provinzen Gansu, Qinghai, Ningxia, Shaanxi, Sichuan, Hubei, Anhui, Shanxi, Hebei, Henan und Shandong sowie entsprechend Angaben der IUCN auch in der Inneren Mongolei und Peking.

## Lebensweise
Der Chinesische Blindmull lebt in Steppenwiesen, Bergwiesen und Gebüschen sowie in landwirtschaftlich genutzten Flächen und Ruderalgebieten. Die Tiere ernähren sich herbivor vor allem von Wurzeln und unterirdischen Teilen der Pflanzenstängel. Sie leben unterirdisch im Boden und legen großflächige Baue an, wobei sie durch ihre Grab- und Wühltätigkeiten die Böden auflockern und durchmischen und somit die Heterogenität der Böden erhöhen und ihre Wasserhaltefähigkeit verbessern, wodurch die Erosion trockener Steppenböden reduziert wird. Die Baue erreichen Längen von mehr als 100 Metern und sind durch Erdhügel aus loser Erde im Bereich der Eingänge gekennzeichnet. In ihren Bauen legen die Tiere große Vorratskammern an, die in der Regel 2,4 bis 3,8 Kilogramm Pflanzenmaterial enthalten können. In Extremfällen können in einer solchen Kammer bis zu 30 Kilogramm gelagert werden. Die zur Nahrungssuche gegrabenen Tunnel befinden sich nahe der Oberfläche in einer Tiefe von 8 bis 13 Zentimeter, Verbindungstunnel reichen meist bis etwa einen halben Meter unter die Oberfläche und die tiefsten bekannten Tunnel reichten 1,8 bis 2,4 Meter tief.
Die Fortpflanzungsphase beginnt im frühen Frühjahr und die Weibchen gebären einen bis drei Würfe mit jeweils zwei bis sieben Jungtieren pro Jahr. Die Art stellt eines der wichtigsten Beutetiere für zahlreiche Beutegreifer der Steppengebiete dar.

## Systematik
Der Chinesische Blindmull wird als eigenständige Art innerhalb der Blindmulle in die Gattung Eospalax eingeordnet, die aus drei Arten besteht. Die wissenschaftliche Erstbeschreibung stammt von Alphonse Milne-Edwards aus dem Jahr 1867, der die Art als Siphneus fontanierii anhand eines Individuums aus Gansu (ehemals „Kansu“) beschrieb. Benannt wurde die Art nach Henri Victor Fontanier, einem französischen Diplomaten und Honorarkonsul in China, der auch als Sammler für das Naturkundemuseum in Paris aktiv war und von dem das beschriebene Exemplar stammte.

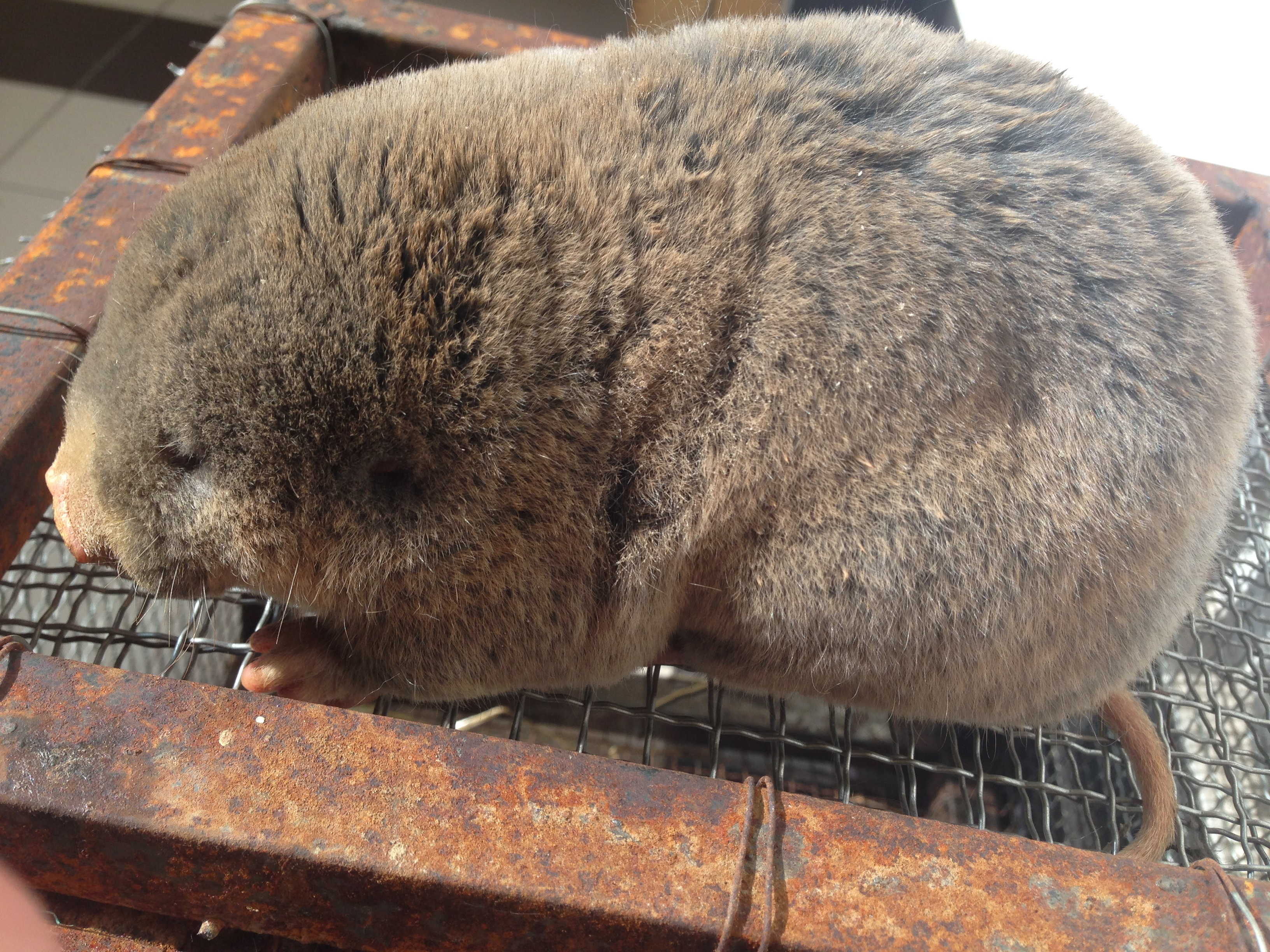
Eospalax fontanierii baileyi auf einem Metallkäfig

Teilweise wurden alle Arten der Gattung Eospalax in die Gattung Myopalax eingeordnet.
Innerhalb der Art werden mit der Nominatform drei Unterarten unterschieden:
- Eospalax fontanierii fontanierii (Milne-Edwards, 1867): Nominatform; die Unterart ist in Shanxi, Hebei, Henan und Shandong verbreitet.
- Eospalax fontanierii baileyi (Thomas, 1911): die Unterart ist in Shanxi, Gansu und Qinghai verbreitet.
- Eospalax fontanierii cansus (Lyon, 1907): die Unterart ist in Gansu, Ningxia, Shaanxi, Sichuan, Hubei und Anhui verbreitet.

Sowohl Eospalax f. baileyi wie auch Eospalax f. cansus wurden teilweise als eigenständige Arten betrachtet.

## Status, Bedrohung und Schutz
Der Chinesische Blindmull wird von der International Union for Conservation of Nature and Natural Resources (IUCN) als nicht gefährdet (least concern) gelistet. Begründet wird dies durch das große Verbreitungsgebiet und das häufige Vorkommen der Art. Potenzielle bestandsgefährdende Risiken sind nicht vorhanden. In den 1990er Jahren wurde die Art in Qinghai als Schädling in landwirtschaftlichen Flächen bekämpft, was zu deutlichen lokalen Rückgängen führte. Die ursprüngliche Bestandsdichte von 5 bis 70 Tiere pro Hektar Ende der 1980er Jahre ging im Rahmen der Maßnahmen um mehr als 30 % zurück.

## Belege
1. ↑  Henri Milne Edwards: Recherches pour servir à l'histoire naturelle des mammifères : comprenant des considérations sur la classification de ces animaux. G. Masson, Paris 1868–1874; Tafel 7. doi:10.5962/bhl.title.59889.
2. 1 2 3 4 5 6 7 8 9 10 11 12  Andrew T. Smith: Chinese Zokor. In: Andrew T. Smith, Yan Xie: A Guide to the Mammals of China. Princeton University Press, Princeton NJ 2008, ISBN 978-0-691-09984-2, S. 210.
3. 1 2 3 4 5 6  Eospalax fontanierii in der Roten Liste gefährdeter Arten der IUCN 2017.3. Eingestellt von: A.T. Smith, C.H. Johnston, 2008. Abgerufen am 21. Dezember 2017.
4. 1 2  Eospalax fontanierii. In: Don E. Wilson, DeeAnn M. Reeder (Hrsg.): Mammal Species of the World. A taxonomic and geographic Reference. 2 Bände. 3. Auflage. Johns Hopkins University Press, Baltimore MD 2005, ISBN 0-8018-8221-4.
5. ↑  Bo Beolens, Michael Grayson, Michael Watkins: The Eponym Dictionary of Mammals. Johns Hopkins University Press, 2009; S. 138; ISBN 978-0-8018-9304-9.
6. ↑  Alphonse Milne-Edwards: Observations sur quelques mammifères du nord de la Chine. Annales des
sciences naturelles. Zoologie et biologie animale, 7(5); S. 376. (Volltext)